# Браун (округ, Индиана)
Браун (англ. Brown County) — округ в штате Индиана, США. Официально образован в 1836 году. По состоянию на 2010 год, численность населения составляла 15 242 человека.

## География
По данным Бюро переписи США, общая площадь округа равняется 820,073 км2, из которых 808,029 км2 суша и 12,044 км2 или 1,470 % это водоёмы.

## Климат
Климат в этой области характеризуется жарким влажным летом и, как правило, мягкой или прохладной зимой. Согласно системе классификации климата Кёппена, в округе Браун влажный субтропический климат, на климатических картах обозначаемый аббревиатурой «Cfa».

## Население
По данным переписи населения 2000 года в округе проживает 14 957 жителей в составе 5 897 домашних хозяйств и 4 434 семей. Плотность населения составляет 18,00 человек на км2. На территории округа насчитывается 7 163 жилых строений, при плотности застройки около 9,00-ти строений на км2. Расовый состав населения: белые — 98,16 %, афроамериканцы — 0,21 %, коренные американцы (индейцы) — 0,22 %, азиаты — 0,20 %, гавайцы — 0,01 %, представители других рас — 0,37 %, представители двух или более рас — 0,82 %. Испаноязычные составляли 0,88 % населения независимо от расы.
В составе 29,90 % из общего числа домашних хозяйств проживают дети в возрасте до 18 лет, 64,80 % домашних хозяйств представляют собой супружеские пары проживающие вместе, 6,50 % домашних хозяйств представляют собой одиноких женщин без супруга, 24,80 % домашних хозяйств не имеют отношения к семьям, 20,60 % домашних хозяйств состоят из одного человека, 7,30 % домашних хозяйств состоят из престарелых (65 лет и старше), проживающих в одиночестве. Средний размер домашнего хозяйства составляет 2,51 человека, и средний размер семьи 2,89 человека.
Возрастной состав округа: 23,30 % моложе 18 лет, 6,30 % от 18 до 24, 27,90 % от 25 до 44, 29,60 % от 45 до 64 и 29,60 % от 65 и старше. Средний возраст жителя округа 41 лет. На каждые 100 женщин приходится 100,90 мужчин. На каждые 100 женщин старше 18 лет приходится 98,10 мужчин.
Средний доход на домохозяйство в округе составлял 43 708 USD, на семью — 49 252 USD. Среднестатистический заработок мужчины был 36 828 USD против 24 321 USD для женщины. Доход на душу населения составлял 20 548 USD. Около 7,70 % семей и 8,90 % общего населения находились ниже черты бедности, в том числе — 9,10 % молодежи (тех, кому ещё не исполнилось 18 лет) и 10,10 % тех, кому было уже больше 65 лет.